# Duomo di Lubecca
Il duomo di Lubecca, in tedesco Lübecker Dom, era la cattedrale della soppressa diocesi di Lubecca, in Germania. 
Costruito a partire dal 1173, è il più antico monumento della città.
I suoi campanili gemelli, alti ben 114,67 metri, sono fra i più alti d'Europa.
Il duomo conservava sull'altar maggiore il celebre Polittico della Passione, opera del 1491 di Hans Memling, oggi conservato al Museumsquartier St. Annen.

## Storia e descrizione

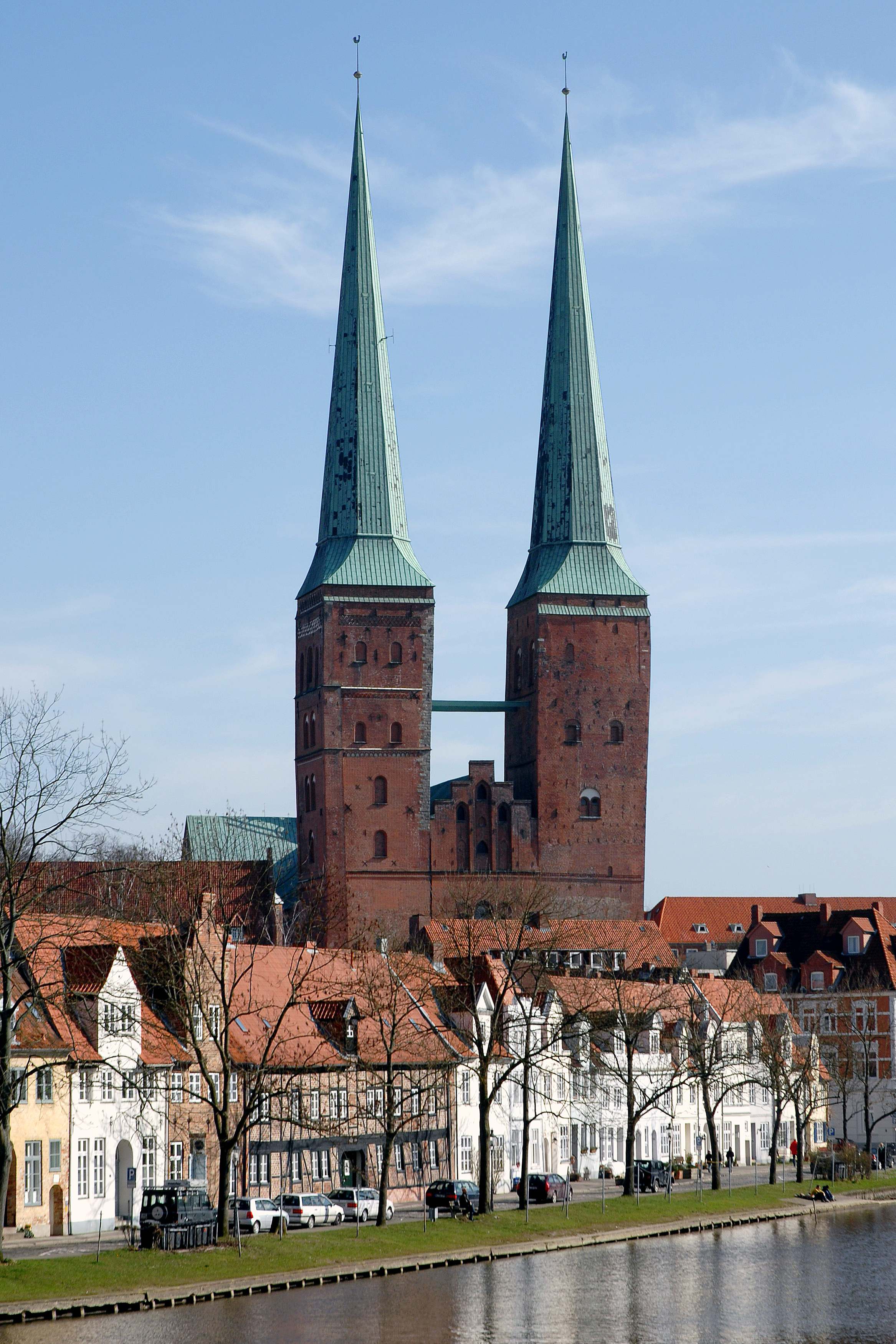
Le torri della facciata.

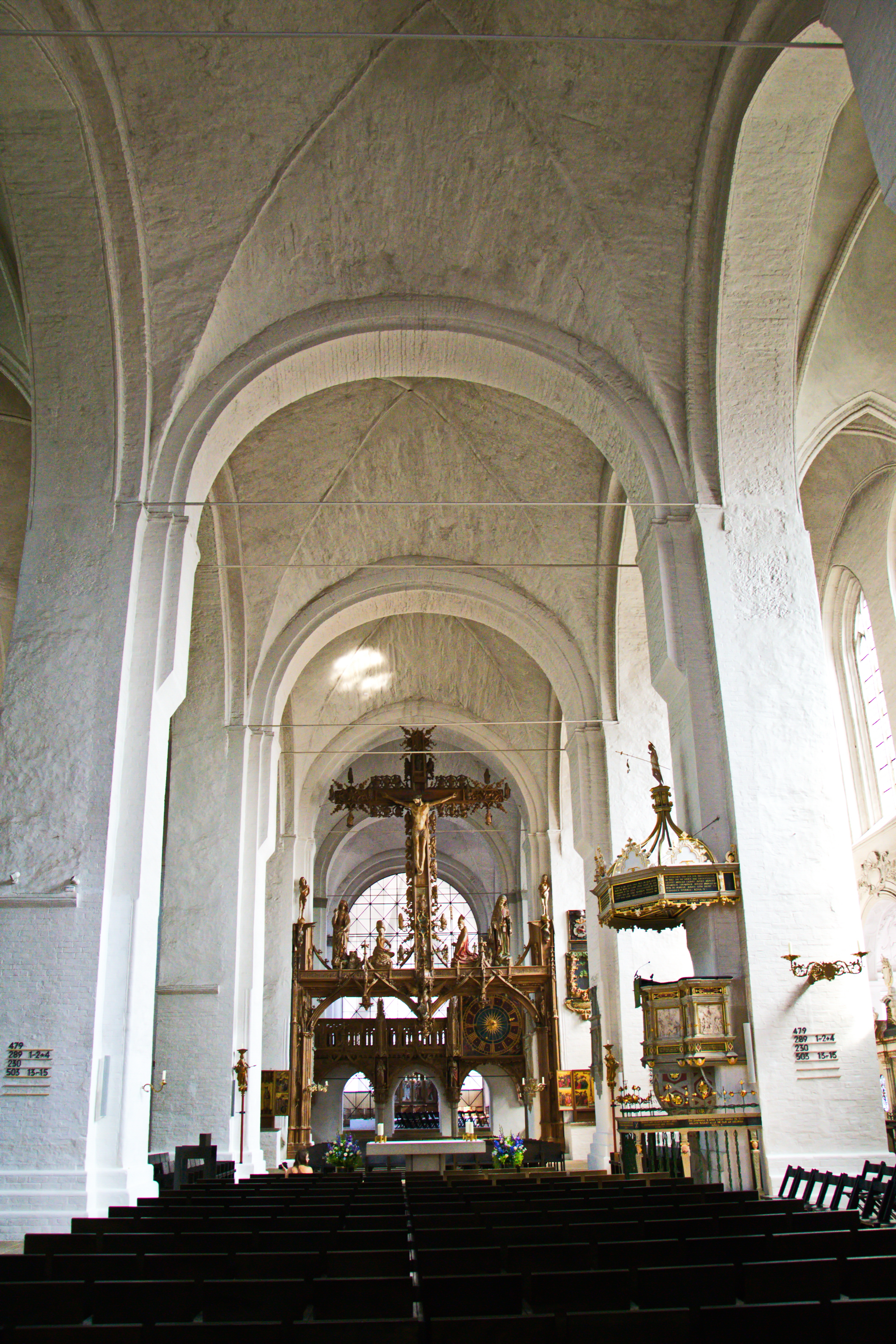
Veduta dell'interno.

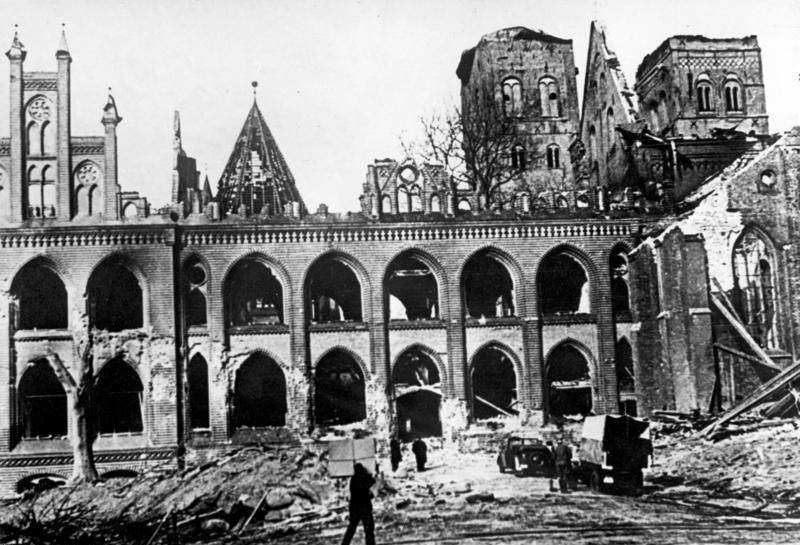
Le distruzioni belliche.

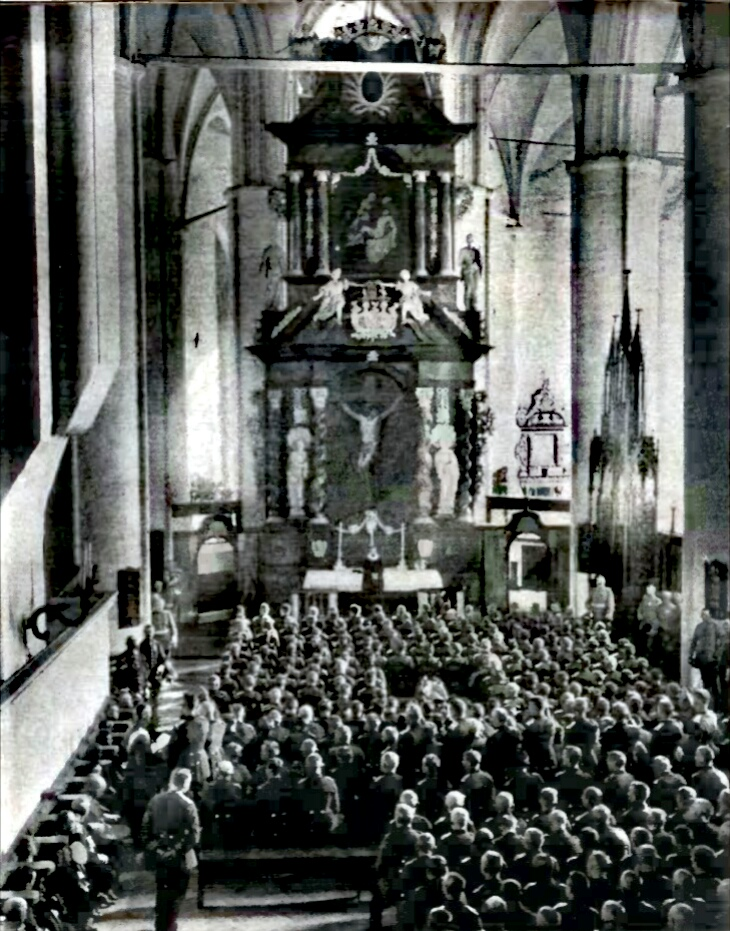
Reclutamento 23 novembre 1914

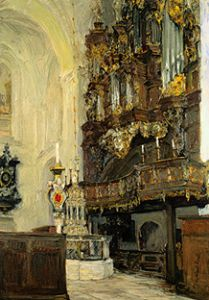
L'organo perduto.

La sede vescovile venne spostata in città nel 1160 da Oldenburg in Holstein; e Enrico il Leone commissiona nel 1173 l'erezione di questa cattedrale, in mattoni, sede della nuova diocesi retta dal vescovo Gerold. L'edificio venne dedicato ai santi Giovanni Battista, Biagio, Maria e Nicola.
L'edificio si presentava come una basilica di stile romanico che venne terminato nel 1230. Già nel 1266 il piedicroce e il coro vennero progressivamente ricostruiti secondo le ultime tendenze dettate dall'architettura gotica. Questa fase terminò nel 1335 e la chiesa assunse le sembianze di una Hallenkirche, dove le navate laterali erano della stessa altezza di quella centrale. Il piedicroce è assai corto, e il coro grandioso.
Le torri gemelle della facciata, rimaste romaniche, presentavano un'altezza inferiore a quelle della Marienkirche. Pur essendo il duomo la chiesa principale della città le torri non erano le più elevate, questo fatto curioso si spiega nella rivalità dell'epoca fra la Chiesa e le potenti Corporazioni cittadine.
Nel XVI secolo si impose anche nella diocesi di Lubecca, come nella maggior parte delle Chiese della Germania del nord, la riforma protestante che nel 1586 soppresse la diocesi per il passaggio alla nuova confessione religiosa. La Santa Sede, tuttavia, continuò a confermare i vescovi cattolici nominati dal capitolo della cattedrale fino a Eberhard von Holle, confermato il 31 agosto 1562 e deceduto il 5 luglio 1586; con il quale termina l'episcopato cattolico di Lubecca.

### Distruzioni belliche
Durante la notte della Domenica delle palme del 1942, un bombardamento aereo distrusse il 30% del centro storico di Lubecca: numerose bombe esplosero intorno alla cattedrale provocando il crollo delle volte orientali del coro e la conseguente distruzione dell'altare risalente al 1696. Inoltre l'incendio, propagatosi dal museo diocesano, bruciò le coperture del tetto e il giorno seguente, le guglie delle torri crollarono. Fortunatamente gran parte delle opere d'arte, il crocifisso e i polittici medievali, vennero salvati, ma il grand'organo del 1696-99 di Arp Schnitger sparì nelle fiamme.

### Ricostruzione
La ricostruzione del duomo si svolse lungo qualche decennio, in quanto le autorità diedero la priorità alla ricostruzione della Marienkirche. I lavori terminarono solo nel 1982.
Nel 2002 l'Accademia di Musica di Lubecca lanciò l'idea di ricostruire l'organo di Arp Schnitger, benché non si avessero le documentazioni necessarie. Tuttavia anche se nessuna decisione era stata presa, l'Université di Göteborg, in Svezia, iniziò un programma di ricerca e lo strumento, terminato nel 2001 venne installato in una chiesa abbandonata del quartiere di Örgryte a Göteborg.

### Oggi
Oggi il duomo è una delle tre cattedrali episcopali della Chiesa evangelica a nord dell'Elba. Dal 2001 ne è vescovo Bärbel Wartenberg-Potter.
La congregazione continua a contribuire alla vita musicale cittadina. Infatti, il Festival di musica dello Schleswig-Holstein, continua a tenersi nel duomo.

## Opere d'arte
Anche se dopo la guerra alcune opere sono state distrutte e altre traslate (Polittico della Passione di Hans Memling, oggi al Museumsquartier St. Annen), il duomo conserva ancora oggi innumerevoli e preziose opere d'arte antiche:
- Fonte battesimale, venne scolpito nel 1455 nella pietra del Gotland da Lorenz Grove.
- Croce Trionfale. Posto sull'arco trionfale del coro, questo crocifisso di 17 metri d'altezza col relativo gruppo della Passione poggiante su un arco, venne realizzato dal Maestro orefice tedesco Bernt Notke nel 1477 su commissione del vescovo Albert II Krummendiek.
- Tramezzo gotico, questa struttura lignea, poggiante su colonne di pietra, venne realizzata nel 1477 da Bernt Notke su impronta di quello del duomo di Magdeburgo. Presenta le statue dei quattro patroni della chiesa, e nel 1628 vi venne aggiunto l'orologio astronomico.
- Pulpito rinascimentale, sorge nella navata centrale e venne realizzato nel 1568 dallo scultore fiammingo Hans Fleming. Supportato dalla statua di Mosè, presenta sette rilievi in alabastro con le Scene della vita di Gesù, realizzate dal fiammingo Willem van den Broeck.
- Cappelle laterali sud, preziose vestigia dell'epoca barocca chiuse da fastose transenne marmoree opere dello scultore fiammingo Thomas Quellinus.

## Galleria d'immagini

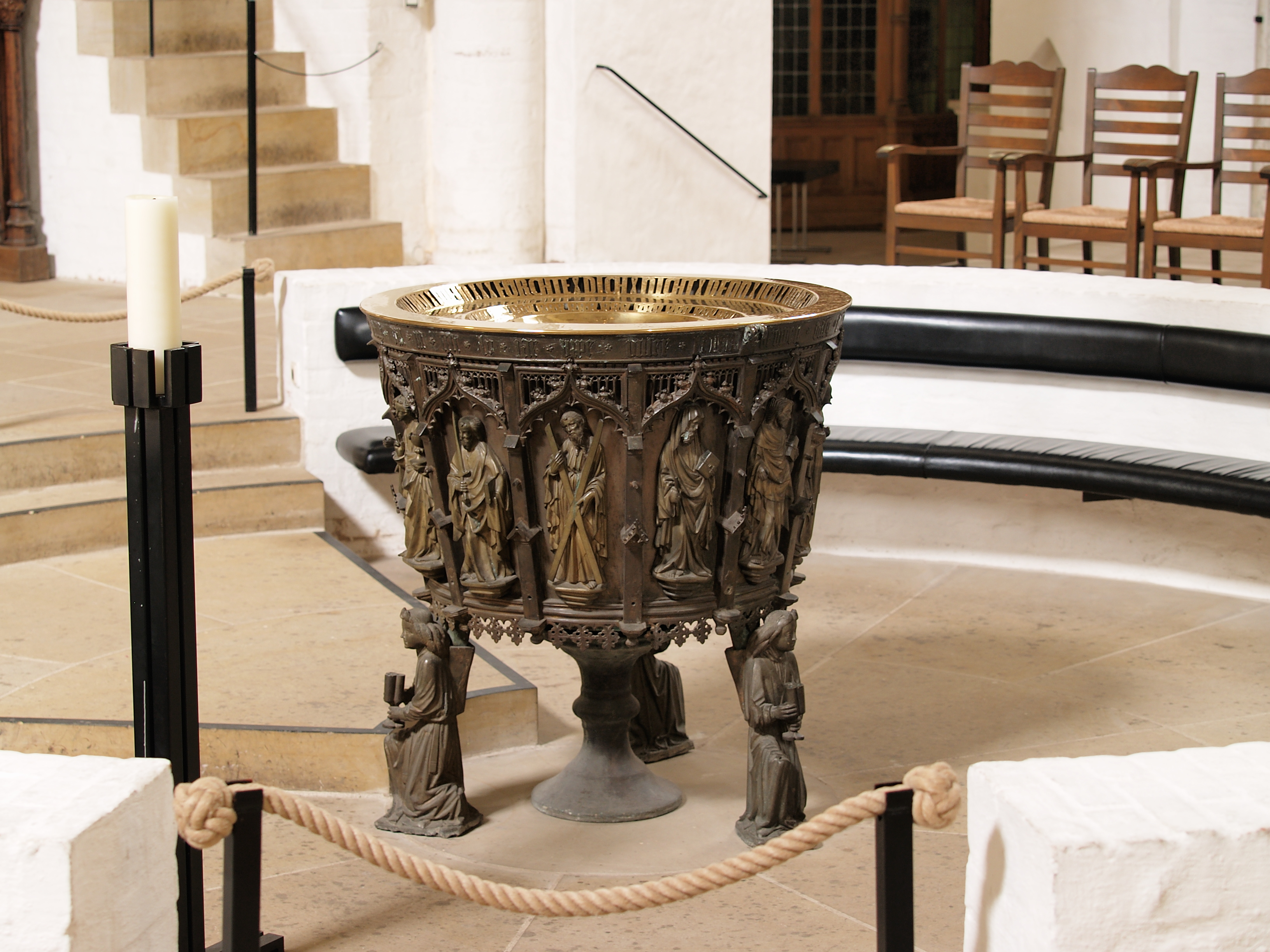
Fonte battesimale.
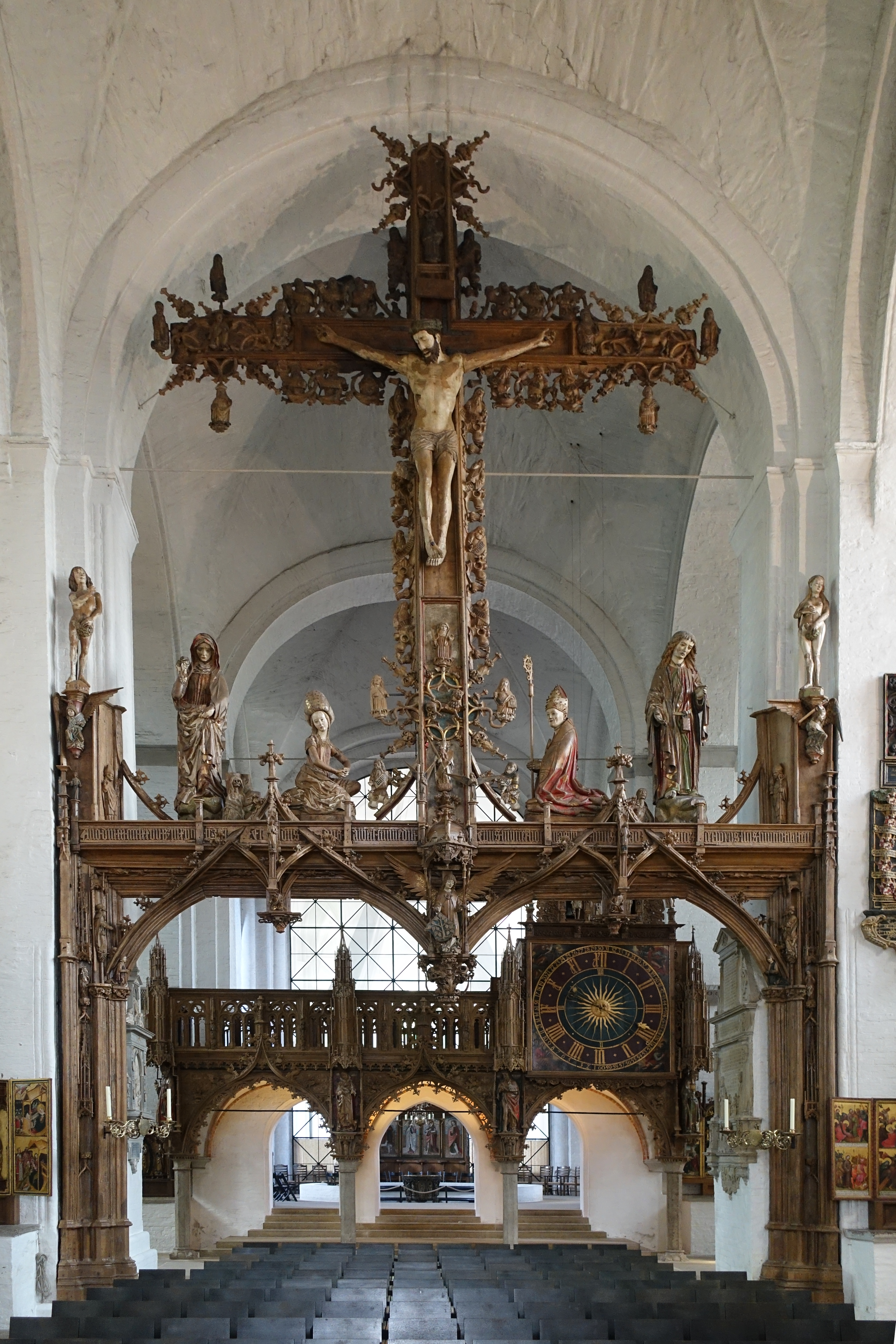
Croce Trionfale.
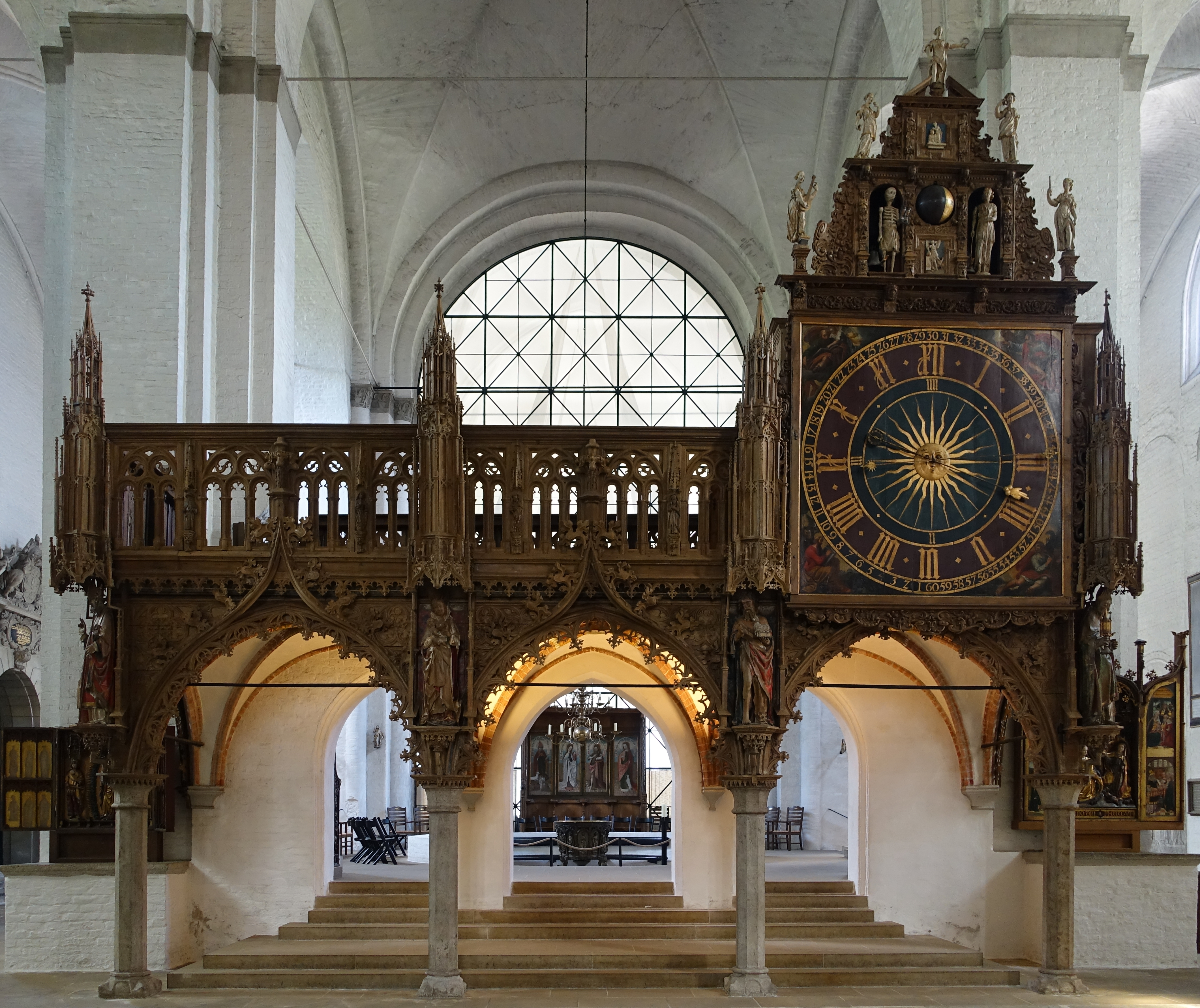
Il Tramezzo gotico.
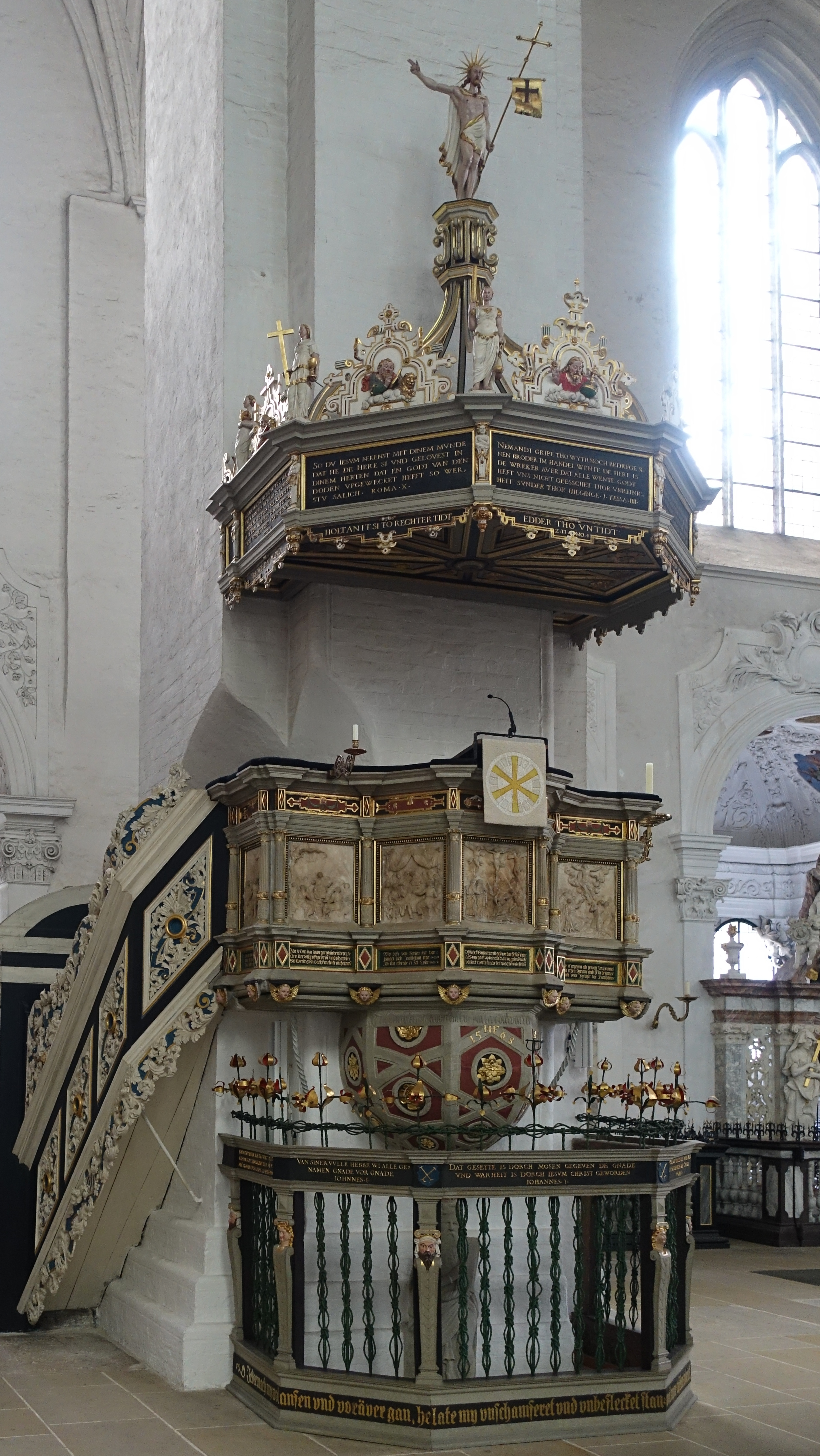
Il pulpito.
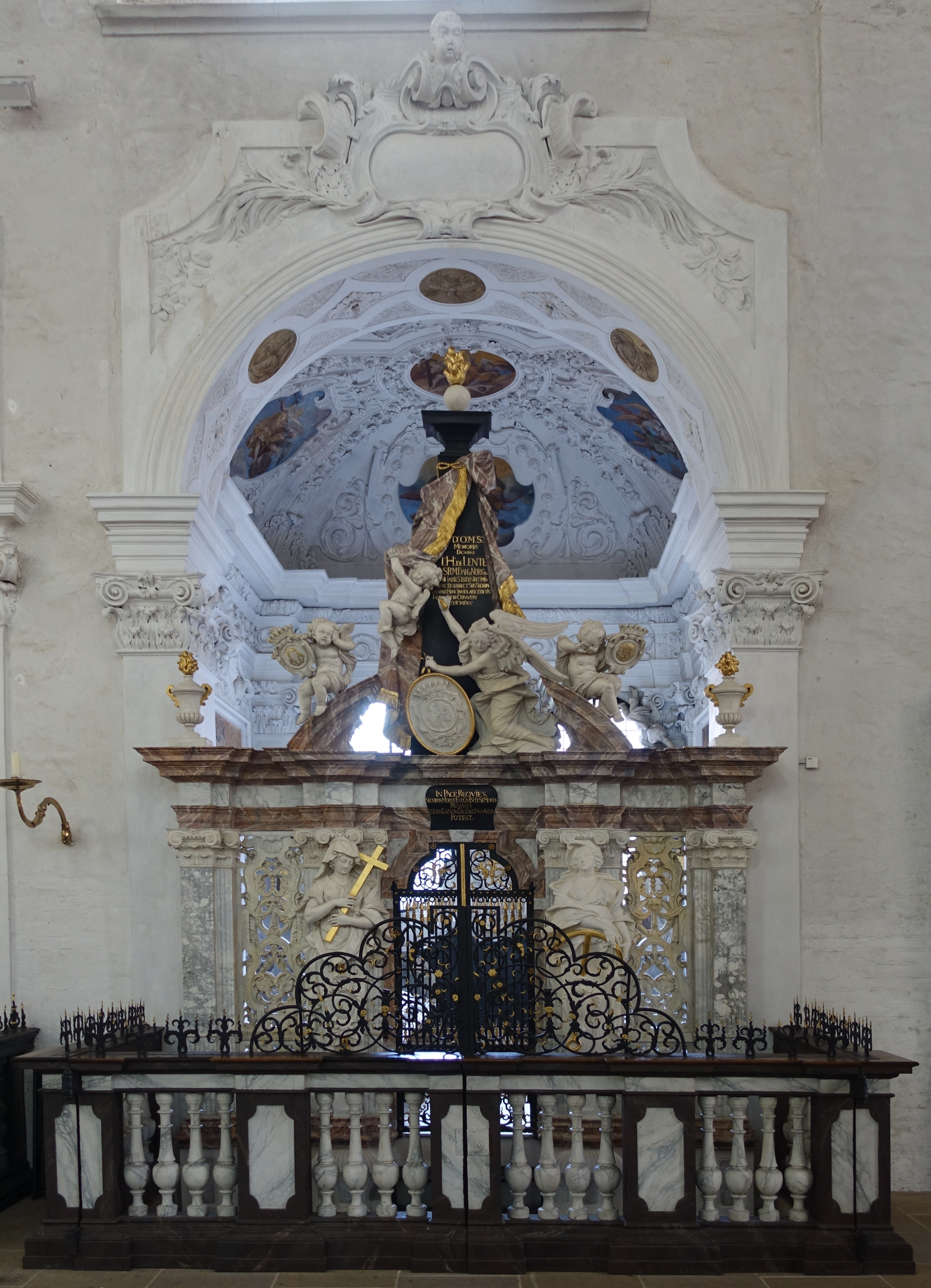
Una cappella barocca.